# عديدات الكرات
عديدات الكرات أو عديدات الكرة (الاسم العلمي: Sphaeropleales)، رتبة من الطحالب الخضراء التي كانت تسمى الخيضوراوات (Chlorococcales). تشتمل الرتبة بعض الطحالب العوالق الأكثر شيوعًا في المياه العذبة مثل Scenedesmus وPediastrum.